# Megliadino San Fidenzio
Megliadino San Fidenzio es una localidad y comune italiana de la provincia de Padua, región de Véneto, con 1.995 habitantes.

## Evolución demográfica
| Gráfica de evolución demográfica de Megliadino San Fidenzio entre 1861 y 2001 |
|                                                                               |
| Fuente ISTAT - elaboración gráfica de Wikipedia                               |